# 博拉尼奧斯河

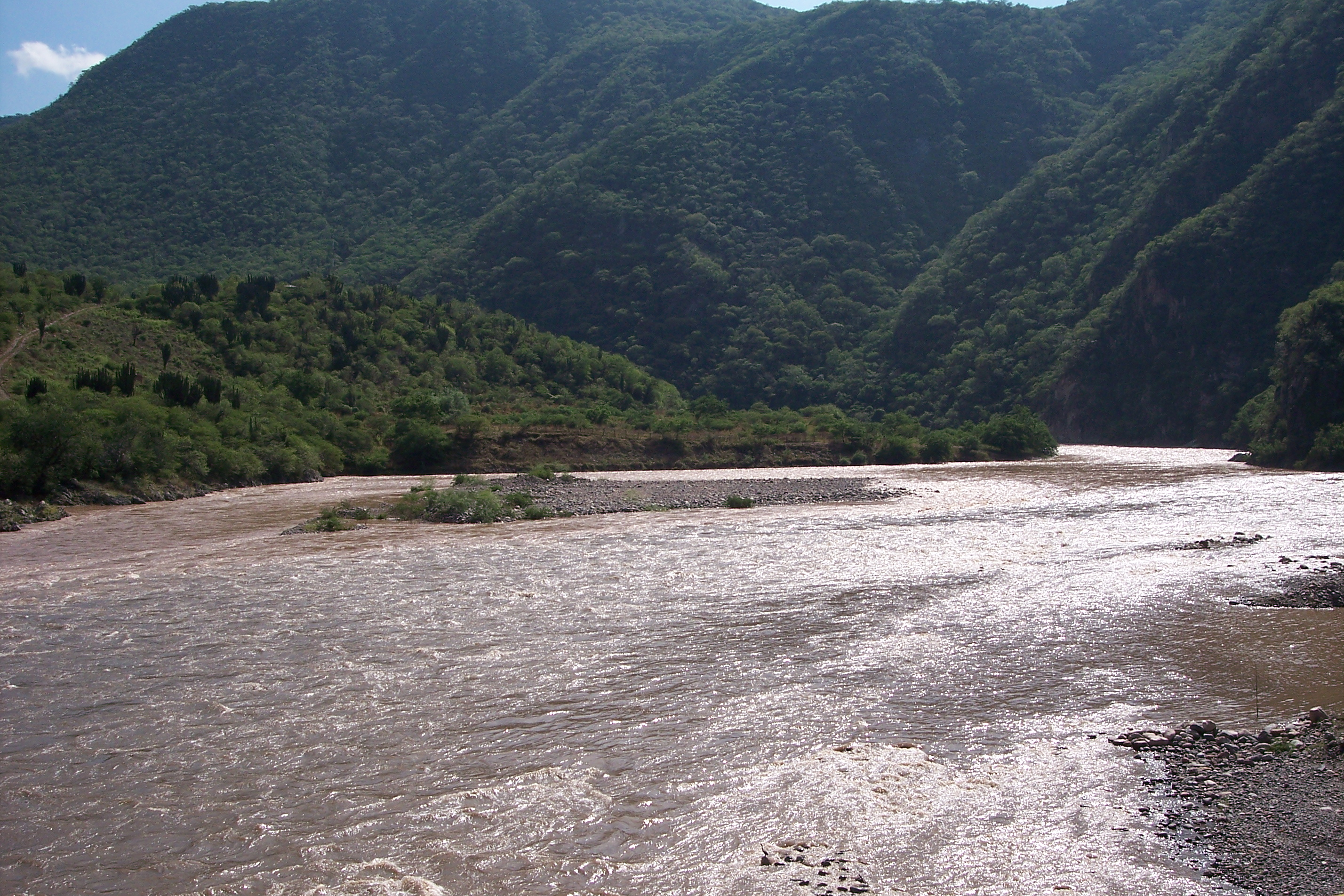

博拉尼奧斯河是墨西哥的河流，屬於大聖地亞哥河的支流，河道全長360公里，流域面積約10,000平方公里，發源自薩卡特卡斯州，流經西馬德雷山脈。